# كرايغ دود
كرايغ دود (بالإنجليزية: Craig Dowd)‏ هو لاعب اتحاد الرغبي نيوزيلندي، ولد في 26 أكتوبر 1969 في أوكلاند في نيوزيلندا.

## وصلات خارجية
- كرايغ دود على موقع دوري الرغبي الممتاز (الإنجليزية)
- كرايغ دود عل موقع إسبنسكروم (الإنجليزية)
- كرايغ دود على موقع ItsRugby.co.uk (الإنجليزية)